# トーマス・エイカーズ
トーマス・エイカーズ(Thomas Akers、1951年5月20日)は、アメリカ航空宇宙局(NASA)の宇宙飛行士である。

## 教育
エイカーズは、ミズーリ州エミネンスの高校で、1969年の29人の卒業生の総代を務めた。夏季には、エミネンスの町境の8万エーカーの荒地で、自然保護官として働いた。ミズーリ大学ローラ校（現在のミズーリ工科大学）で、1973年と1975年に各々、応用数学の学士号と修士号を得た。24歳の時にエミネンスに戻り、そこの高校の校長となった。1979年、アメリカ空軍の採用担当者が生徒のためのパンフレットを置いていくと、エイカーズはそれに転職することを決意した。1987年に宇宙飛行士に選ばれ、1988年に正式に宇宙飛行士となった。NASAでの訓練の一環として、短期間、トロイ大学で科学を教えた。

## NASAでのキャリア

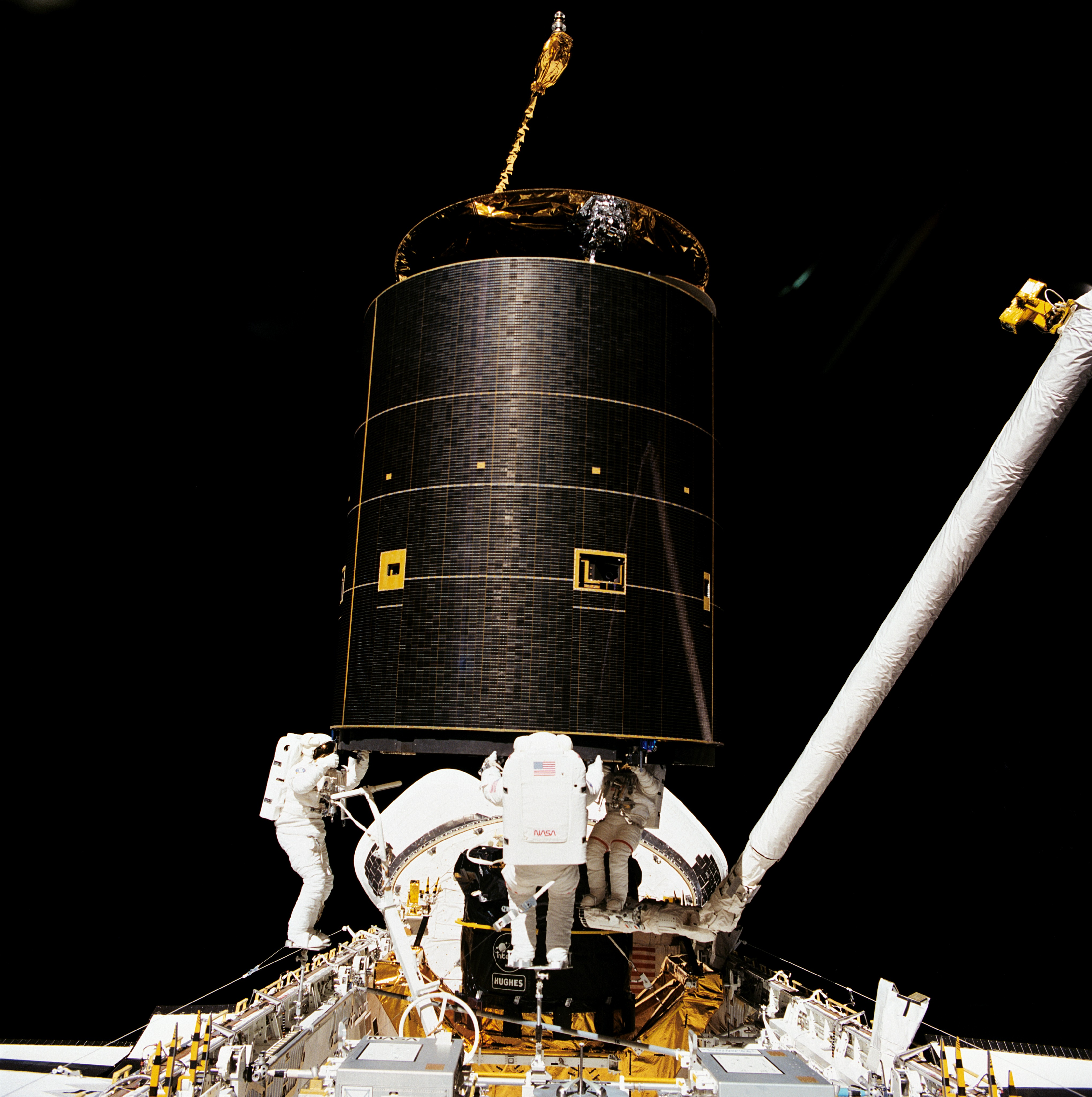
STS-49での3人の宇宙遊泳。左から、リチャード・ヒーブ、エイカーズ、ピア・ツート

エイカーズは4度のスペースシャトルの飛行を経験し、29時間の宇宙遊泳を含む800時間以上を軌道上で過ごした。どの飛行でもミッションスペシャリストを務めた。最初の飛行は1990年のSTS-41で、スペースシャトル・ディスカバリーの11回目の飛行であった。欧州宇宙機関の太陽探査機ユリシーズやその他のペイロードの展開に主導的な役割を果たした。
次のミッションは1992年のSTS-49で、スペースシャトル・エンデバーの処女飛行であった。このミッションの主目的は、故障して機能していないインテルサット IV F-3の回収と修理であった。最初の2回の試みが失敗したが、エイカーズが加わった3回目の試みは成功した。これは、人類史上初の3人による宇宙遊泳で、同時に8時間29分は宇宙遊泳の最長時間記録も樹立した。
3度目のミッションは1993年のSTS-61で、エンデバーの5度目のミッションであった。彼は4人のミッションスペシャリストの1人で、ハッブル宇宙望遠鏡の修理と更新を行った。2度の宇宙遊泳で13.5時間を船外で過ごした。
1994年5月18日、彼は他のSTS-61乗組員とともに、自身の役でテレビコメディHome Improvementに出演した。
最後のミッションは1996年のSTS-79で、スペースシャトル・アトランティスの17回目のミッションであった。ロシアの宇宙ステーションミールとの4回目のランデブー飛行で、ミールとの乗組員交換を始めて行い、ジョン・ブラハと交代してシャノン・ルシッドが地球に帰還した。

## NASA後
1997年にNASAを引退し、1999年に大佐としてアメリカ空軍を引退すると、ミズーリ大学ローラ校で数学講師となった。2008年にミズーリ工科大学と改称された後も2010年まで教職を続けた。

## 名誉等
- ディフェンス・スーピアリアサービスメダル
- レジオン・オブ・メリット
- w:Defense Meritorious Service Medal
- メリトリアスサービスメダル
- w:Commendation Medal
- w:Achievement Medal
- w:NASA Distinguished Service Medal
- w:NASA Exceptional Service Medal(2つ)
- w:NASA Space Flight Medal(4つ)
- ミズーリ大学ローラ校名誉博士(工学):1992年
- ten Outstanding Teacher awards（UMR/S&Tから）:2000-2010年
- Missouri Governors Teaching Award:2004年